# 性傳播感染
性傳播感染（sexually transmitted infection，STI）或性傳播疾病、性傳染病，是因性行為或性接觸（指陰道性行為、肛交和口交）而傳播的感染或疾病，舊稱性病（venereal disease，VD）、花柳病。
大多數的性傳播感染一開始沒有症狀，造成不知情的帶原者有極大的風險會傳染給他人，其典型症狀包含：陰道分泌物、陰莖分泌物、性器官或其週邊潰瘍、以及骨盆疼痛。出生時或出生前感染此病將對胎兒造成不良影響。有些性傳播感染甚至導致影響生育能力的問題。
超過30種不同的細菌、病毒和寄生物可能造成性傳播感染。細菌性的性傳播感染，包括衣原体感染、淋病，梅毒等等。病毒性的性傳播感染包括性器疱疹、後天性免疫不全症候群／愛滋病、以及尖锐湿疣。寄生蟲性的性傳播感染有陰道滴蟲炎等。儘管一般是經由性行為而散布感染、但是非性接觸、例如污染的血液和組織、哺育母乳或是分娩等、也可能引起一部分性傳染病。在已開發國家中易進行性傳播感染的診斷，但在開發中國家則不易檢驗。
預防性傳播感染最有效方式為避免性行為。某些疫苗或許可以降低一定感染風險，包括B型肝炎和某些型態的HPV。使用保險套，擁有較少的性伴侶或固定性伴侶等較安全的性行為同樣可以減輕感染危險。男性切除包皮對於預防某些感染可能是有效的。大部分的性傳播感染可被治癒。大部分的一般感染，例如淋病、梅毒、披衣菌、陰道滴蟲炎可被治癒，而疱疹、B型肝炎、後天性免疫不全/愛滋病雖然無法治癒，則是可以加以治療。某些治療特定感染病的抗生素，如淋病抗體，正在研發中。
2008 年估計有5億人感染了梅毒、淋病、披衣菌或滴虫病，至少還有5.3億人有生殖器疱疹，另外2.9億的女性罹患有人類乳突病毒。後天性免疫不全以外的性病在2013年造成了14萬2千人死亡。2010年美國的性傳播感染患者增加了一千九百萬人。有關性傳播感染的歷史可以追溯到西元前1550年的埃伯斯氏古医籍及舊約聖經，那時候罹患性傳播感染是一種羞辱。無論性感染是否造成症狀表現出疾病徵象，均稱為性傳播感染。性病学是醫學中有關性傳播疾病的相關研究。

## 分類

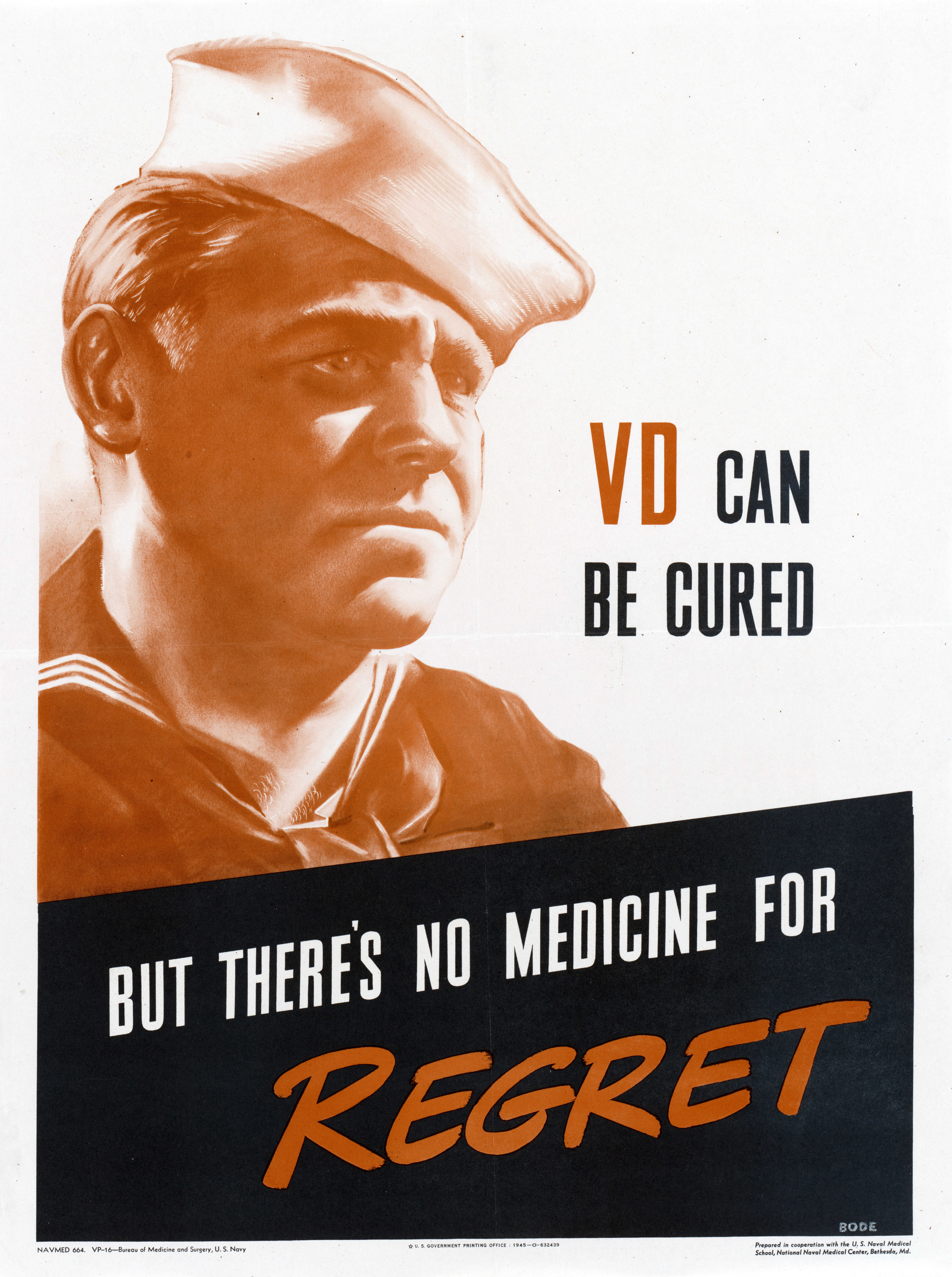
1941至1945年間美国战争情报局的海報，上书标语：「性病可以被治癒，但后悔没有特效药」

性病一般被認為是經性交傳染的疾病，veneral 來自拉丁語 venereus，與性交或慾望相關，衍生自羅馬愛神維納斯的典故。也有委婉的說法稱之為"社交疾病"。
世界衛生組織（WHO）已於1999年起建議「性傳播感染（sexually transmitted infection）」為正式名稱。STIs會比STD更為廣義。所謂的感染（Infection），指的是寄生物所形成的群落，很多時候這樣的群落並沒有任何副作用。而疾病（Disease），指的是感染造成了損傷或不正常的機能。但很多時候並沒有任何症狀或徵候。深入認識像是HPV的感染之後，就能理解STI的使用會更為正確，像是HPV感染了很大一部份性生活活躍的人，但其實只有很少的人會因此而導致疾病。公共衛生單位其實一開始所推廣的名稱為STI，不過，漸漸地臨床醫療人員為了與前項區別，開始使用STD。
性傳染疾病指的是那些已經造成疾病的感染，或是STI關聯性較弱的同義字。大多時候，直到透過檢驗或出現相關症狀，人們並不知道自己已經被性傳染病感染。更有甚者，STD常常出現在對於"傳染"定義不夠嚴謹的地方。例如，腦膜炎可以經由性接觸傳染，但因為性接觸並非此病原體最主要的傳染途徑，所以並不被視為性傳播感染。這樣的差異是因為有其他傳染途徑比性接觸更為被重視。一般而言，性傳染疾病只有很微乎其微的機率，會經由除了性接觸以外的其他途徑傳染，現實上也比較可能因為性接觸而傳染（比較複雜的傳染途徑，包括輸血、共用皮下針，並不在考量中）。因此可以這麼說，當一個人得到性傳播感染，例如披衣菌、淋病、疱疹，人類乳突病毒，大多經由性接觸而被感染。

## 症狀與徵候
並不是所有的性傳播感染都有症狀，而且症狀也很少在感染後立刻出現。有些疾病帶原時並不會有症狀，這也增加了傳染給他人的可能。隨著疾病不同，有些未治療的性傳染病可能導致不孕、慢性疼痛甚至死亡。

## 病因

### 傳染途徑
不同性行為方式在性傳播感染上的風險及感染機率條列如下
| 和受感染者進行未保護性行為風險 | 和受感染者進行未保護性行為風險 | 和受感染者進行未保護性行為風險                       | 和受感染者進行未保護性行為風險 |
| ------------------------------ | --- | ---------------------------------------------------- | ------------------------------ |
|                                | 已知風險 | 可能的風險                                           |                                |
| 陰莖口交（對被口交者的影響）   | - 披衣菌 - 淋病 - 疱疹 - 梅毒（1%） | - HPV                                                |                                |
| 陰莖口交（對口交者的影響）     | - 咽喉披衣菌感染 - 咽喉淋病（25–30%） - 疱疹（少見） - HPV - 梅毒（1%） | - B型肝炎（低風險） - HIV（0.01%） - C型肝炎（不明） |                                |
| 陰戶口交（對被口交者的影響）   | - 疱疹 | - HPV - 細菌性陰道病 - 淋病                          |                                |
| 陰戶口交（對口交者的影響）     | - 疱疹 - HPV | - 咽喉淋病 - 咽喉披衣菌感染                          |                                |
| 陰道性交（對男性的影響）       | - 披衣菌（30–50%） - 陰蝨 - 疥瘡 - 淋病（22%） - B型肝炎 - 疱疹（第2型疱疹為0.07%） - HIV（0.05%） - HPV（高，約40-50%） - 人型支原体感染 - 梅毒 - 滴蟲性陰道炎 - 解脲支原體感染 | - C型肝炎                                            |                                |
| 陰道性交（對女性的影響）       | - 披衣菌（30–50%） - 陰蝨 - 疥瘡 - 淋病（47%） - B型肝炎（50–70%） - 疱疹 - HIV（0.1%） - HPV（高，約40-50%） - 人型支原体感染 - 梅毒 - 滴蟲性陰道炎 - 解脲支原體感染            | - C型肝炎                                            |                                |
| 肛交（對陰莖方的影響）         | - 披衣菌 - 陰蝨 - 疥瘡（40%） - 淋病 - B型肝炎 - 疱疹 - HIV（0.62%） - HPV - 梅毒（14%）                                                                                         | - C型肝炎                                            |                                |
| 肛交（對接受方的影響）         | - 披衣菌 - 陰蝨 - 疥瘡 - 淋病 - B型肝炎 - 疱疹 - HIV（1.7%） - HPV - 梅毒（1.4%）                                                                                                | - C型肝炎                                            |                                |
| 舐肛                           | - 阿米巴症 - 隐孢子虫病（1%） - 梨形鞭毛蟲病 - A型肝炎 - 志賀桿菌病（1%） | - HPV（1%）                                          |                                |

### 細菌
- 軟性下疳（软性下疳嗜血杆菌（英语：Haemophilus ducreyi））
- 披衣菌感染（砂眼披衣菌）
- 淋病（淋球菌）
- 性病肉芽肿（英语：Granuloma inguinale）（肉芽腫桿菌（英语：Klebsiella granulomatis））
- 生殖支原体[42][43][44]
- 人型支原体（英语：Mycoplasma hominis）[33][34][35][36][45]
- 梅毒（梅毒螺旋体）
- 解脲支原体感染（英语：Ureaplasma infection）[37][38]
- 非淋病性尿道炎（英语：nongonococcal urethritis）

### 真菌
- 白癬
- 念珠菌症（酵母菌感染）

### 病毒

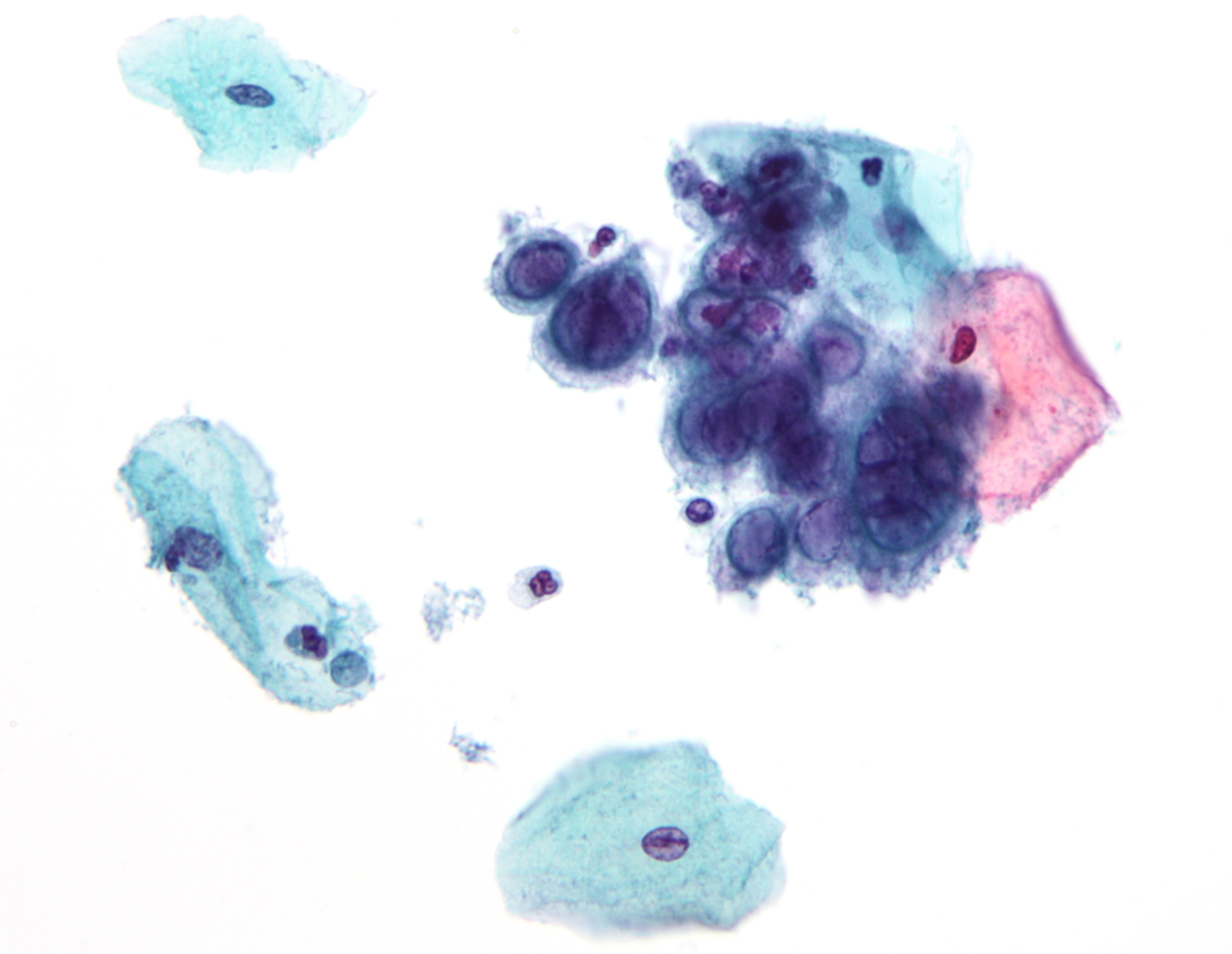
顯微照相時可看出疱疹病毒的細胞病變作用

- 肝炎病毒（英语：Viral hepatitis）（B型肝炎病毒）－喠液，陰部分泌物（註：A型肝炎及E型肝炎是透過糞口途徑傳播，C型肝炎很少由性行為傳染[46]D型肝炎只會傳染有B型肝炎的人，傳播途徑不明，但可能也可以透過性行為傳染[47][48][49]）
- 单纯疱疹（單純皰疹病毒第1型及第2型）－通過皮膚及黏膜感染，不論是否有可見的水泡，都有感染力。
- 人類免疫缺陷病毒（HIV）－通過陰部分泌物，精液，哺乳及血液感染。
- 人類乳突病毒（HPV）－通過皮膚及黏膜感染，高風險的人類乳突病毒是大部份子宮頸癌的成因，也會造成一些肛門癌，陰莖癌及外阴肿瘤，有些其他種類的人類乳突病毒會造成尖锐湿疣。
- 傳染性軟疣（傳染性軟疣病毒），也稱為"水猴子"。

### 寄生蟲
- 陰蝨
- 疥疮（人疥螨（英语：Sarcoptes scabiei））

### 原生動物
- 滴虫性阴道炎（陰道滴蟲）

### 主要類型
以下是一些主要的性傳染病：
- 披衣菌感染為由砂眼披衣菌引起的性傳染疾病，女性可能有陰道分泌物異常、排尿灼熱感、異常陰道出血等症狀，甚至無症狀[50]。男性則可能有排尿疼痛、異常尿道分泌物等症狀[51]。若未接受任何治療，披衣菌會引發泌尿道感染，進而可能造成骨盆腔發炎。骨盆腔發炎會造成懷孕期間嚴重併發症、導致不孕、或子宮外孕。然而，披衣菌感染可藉由抗生素治癒。
- 造成皰疹最常見的病原體為單純性皰疹病毒（HSV）。第一型單純性皰疹病毒經由口腔傳染，多半會造成唇皰疹，第二型單純性皰疹病毒一般是透過性傳觸傳染，會影響性器官，不過也有第一型皰疹影響性器官，或是第二型皰疹影響唇部的情形[52]。有些人得到皰疹後，其症狀非常溫和，甚至沒有症狀。若有症狀的人，在暴露在皰疹病毒2至20天後會有明顯症狀，症狀會持續二週至四週。症狀包括小而有液體的水泡，頭痛，背痛，生殖器或肛門部位瘙癢或刺痛，排尿時疼痛，類似流感症狀（英语：Influenza-like illness），淋巴結腫大，發燒等。皰疹是藉由和患者的皮膚接觸所造成，病毒從何處進入體內，就會在那個部份造成感染，包括接吻，陰道性行為，口交及肛交。當皰疹有可見症狀時，其感染力最強，不過沒有症狀的患者仍然會透過皮膚接觸而傳染疾病[53]。初次受到感染時，因身體沒有抗體，症狀最為嚴重，之後其他部份的感染可能症狀會比較輕微，甚至不會有後續的感染。皰疹無法治癒，但有抗病毒的療法，只處理其症狀，以及降低感染力（伐昔洛韦）。雖然HSV-1多半感染口腔，HSV-2多半感染性器官，但HSV-1也有可能從口腔傳染到性伴侶的性器官。這二種病毒會停留在脊柱頂部或底部的神經束上，產生口腔或是性器官的病毒感染。
- 人類乳突病毒（HPV）是美國最常見的性傳染疾病[54]。人類乳突病毒超過40種，其中大部份都不會致病。90%的情形下，人體的免疫系統可以在二年內清除人類乳突病毒[55]。有些情形下，人體無法清除人類乳突病毒，會出現生殖器疣（生殖器周圍的疣可能是大小或小的，有突起或是平坦的，或是像花椰菜一樣的外形），子宮頸癌或是其他和人類乳突病毒有關的癌症。不過有時會到病情較後期才有相關症狀。婦女的子宮頸抹片檢查非常重要，可以檢查和治療癌症。有二種針對女性的人類乳突病毒疫苗，分別是保蓓（英语：Cervarix）及嘉喜，可以預防人類乳突病毒的感染。人類乳突病毒可以透過性器官之間的性接觸感染，也會透過口交感染。需注意到受感染者可能不會有任何症狀。
- 淋病是由淋病雙球菌傳播的，淋病雙球菌生活在尿道，陰道，直腸，口腔，喉嚨及眼睛等潮濕的黏膜組織中。淋病可以藉由和陰莖，陰道，口腔及肛門的接觸而感染。一般在接觸到患有淋病的性伴侶後，2至5天就會有淋病的症狀，不過也有些人沒有症狀長達一個月之久。男性的症狀包括排尿時的燒灼感及疼痛，頻尿，陰莖有白色，綠色或黃色的異常分泌物，尿道口紅腫，睪丸腫脹，以及喉嚨痛。女性的症狀有陰道異常分泌物，排尿時的燒灼感及瘙癢，性交時疼痛，若是感染擴散到輸卵管，會有腹部劇痛及發燒，不過也有許多女性沒有任何症狀[56]。有一些淋病的菌種已有抗藥性，不過大多數的情形仍可以用抗生素進行治療。

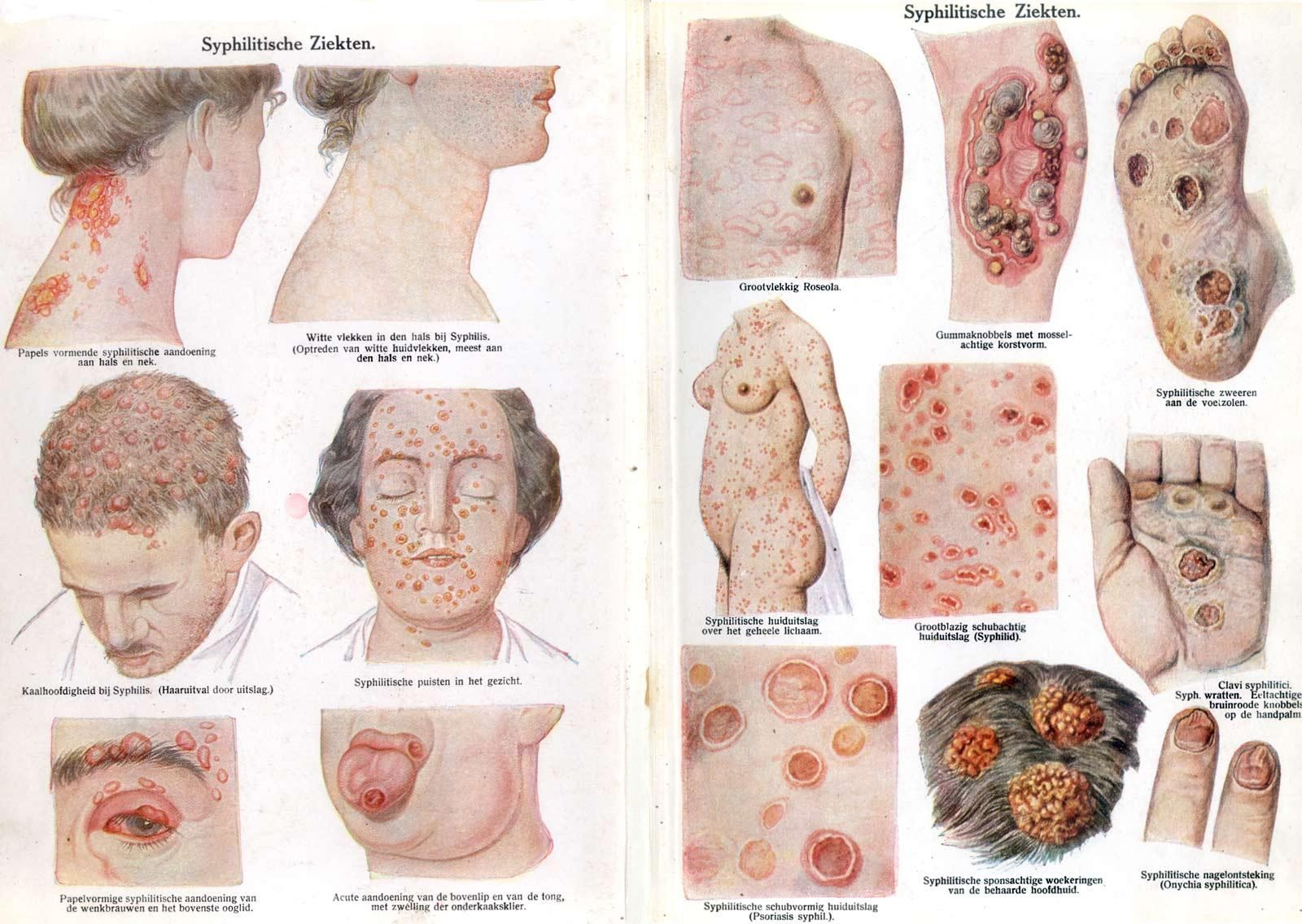
第二期梅毒

- 梅毒是透過細菌感染的性傳染病，若未接受治療會造成許多併發症，甚至會導致死亡[57]。臨床症狀包括泌尿生殖道，口腔及直腸潰瘍，若未及時治療，症狀會進一步惡化。近年來，梅毒在西歐的罹患率正在下降，但在東歐（前蘇聯國家）正在上昇。在喀麥隆，柬埔寨及巴布亞新幾內亞等國，梅毒的患病率很高[58]。美國梅毒的患病率也正在增加[59]。
- 滴蟲性陰道炎是一種常見的性傳染疾病，是由一種名為毛滴蟲（英语：Trichomonas vaginalis）的寄生性原生虫所傳染[60]，除了造成女性滴蟲性陰道炎外，也會造成男性尿道的感染，不過比例上仍以女性感染為主[61]。大部份的患者可以用抗生素甲硝唑治療，相當有效[62]。
- 人類免疫缺陷病毒（HIV）會破壞免疫系統，攻擊 CD4 白血球細胞，使免疫系統無法抵抗致病原。人類免疫缺陷病毒會藉由體液傳播，因此會經由性行為而散播。HIV也可能透過受感染的血液製品、哺乳、生產，或是在懷孕是從母親傳染給胎兒[63]。受感染者在症狀最顯著的時期，該症狀會稱為艾滋病（AIDS，免疫缺陷症候群）[64]。不過受人類免疫缺陷病毒感染時，也有不同的階段，分為原發感染、無症狀感染（隱性感染）、有症狀感染（顯性感染）及艾滋病。原發感染時，患者會有類似頭痛、疲倦、發燒及肌肉酸痛等類似流感的症狀，症狀約持續二週。在無症狀感染期，沒有相關症狀，病患有可能在幾年的時間都在無症狀期。當已進入有症狀感染時，人體的免疫系統已經減弱，而且 CD4+ 的T细胞計數會下降。當人類免疫缺陷病毒已造成生命威脅時，此時即稱為艾滋病。艾滋病的患者因為免疫系統嚴重受損，很容易因為机会性感染而重病，甚至死亡[50]。當1980年代剛開始發現艾滋病時，患者很少有機會存活到數年以上。目前仍沒有可以治癒 HIV 或艾滋病的藥物，不過現在已有新的抗反轉錄病毒藥物來治療艾滋病感染，藉由降低病毒的數量，病患存活時間可以加長，不過即使病患體內的病毒數量很低，仍然可能將病毒傳播給其他人[65]。

### 未受常規篩檢的疾病
有許多的細菌，原生动物，真菌及病毒還不確定是否會透過性行為散播，可能是出目前沒有文獻資料，或是相關研究還很少。除了上述提到的病原體以外，還有許多其他的疾病可能透過性行為傳染。在傳染病中，性行為的傳染途徑影響較小，而且這類的病原因目前不是疾病主要的研究領域，因此診所不會篩檢這些疾病，其中有些疾病已確定會透過性行為傳播。
以下是一些病原體，會藉由性行為而傳染疾病：
- 馬得堡病毒：在治療痊癒後，七週內在精液中仍可檢測到病毒[66]。
- 第1型及第2型人類t淋巴細胞病毒（英语：Human T-lymphotropic virus）－可由性行為及哺乳傳播，曾被誤認為人類免疫缺陷病毒，有造成白血病的風險[67]。

## 病理生理學
許多性傳染疾病很容易由陰莖、陰戶、直腸、泌尿道的黏膜進入體內，有些性傳染疾病也可能經由口腔、喉嚨、呼吸道及眼睛的黏膜入侵人體。像龟头上的組織也是黏膜組織，只是不會分泌黏液而已（類似嘴唇的構造）。黏膜和皮膚不同，黏膜會讓一些致病源進入人體。會造成感染的接觸次數視病原体而不同，不過即使是患病者的载液（精液或陰部分泌物）和黏膜的輕微接觸都有可能造成感染。
上述原因可能是性傳染疾病由性行為傳播的比例遠高於其他接觸方式（如碰觸、擁抱、握手等）的原因之一，但這不是唯一的原因。像在口腔及性器官都有黏膜組織，但很多的性傳染疾病可能從口交傳播，但不會從深吻傳播。根據相關研究，很多性傳染疾病可能由口腔傳染到性器官，或是由性器官傳染到口腔，但很不容易從口腔傳染到口腔。以HIV為例，性器官的分泌物中的致病原比唾液要高很多。有些性傳染疾病甚至會透過直接的皮膚接觸傳染，像单纯疱疹及人類乳突病毒都是這様的情形。
性傳染疾病的症狀和傳染力間的關係依疾病而不同。例如单纯疱疹在有水泡時傳染給他人的機率比沒有水泡時會高很多。不過HIV帶原者可能沒有任何艾滋病的症狀，但仍然會散播HIV。
所有會和其他人的體液接觸的性行為，都有可能傳播性傳染疾病。目前大部份關注的焦點都集中在控制會帶艾滋病的HIV，但其他性傳染疾病會有不同的情形。性傳染疾病正如其名稱所述的，是由一個人和其他人之間的性行為所傳染的，不是因為進行性行為所導致的。細菌、真菌、原生動物或病毒是其致病原，若和沒有性傳染疾病的人進行性行為，是不會導致性傳染疾病的。相反的，若有人得到性傳染疾病，一定是接觸到和其他有性傳染疾病的患者（可能是性接觸或是其他接觸）或是接觸到其體液。像HIV等性傳染疾病可能會藉由懷孕或是哺乳，由母親傳染給嬰兒。
雖然不同的性行為傳染各種性傳染疾病的可能性有很大的變異，不過二人（或二人以上）的性行為都是雙向傳染性傳染疾病的途徑。
醫療健康專家建議採取安全性行為，例如正確使用保險套可以減低風險。還有人進一步認為禁欲和忠實單一性伴侶更能減低風險。禁欲（Abstinence）、忠實（Be Faithful）、戴套（Use a Condom），三者合稱ABC三原則，是許多國家的安全性行為教育政策。不過安全性行為不能視為絕對的安全。其他會輸送體液或是暴露於其他人體液的行為，例如輸血或接受血液製品、共用針頭、被針頭刺傷（例如醫護人員在醫療過程中意外被刺傷）、共用刺青用的針，分娩等都是可能的傳染途徑。因此一些族群的風險會隨之提高，例如醫護人員、血友病患者，或是吸毒者等。
近來的流行病學研究在調查由個體之間的性關係所形成的網絡，發現性网络對性傳染疾病的傳播十分關鍵。特別是有很多性伴侶者之間的近似節點配對是一個重要因素。
性傳染疾病的患者可能沒有任何症狀，但仍然會散播疾病。而染有傳染疾病的女性常會有嚴重的盆腔炎症狀。

## 預防

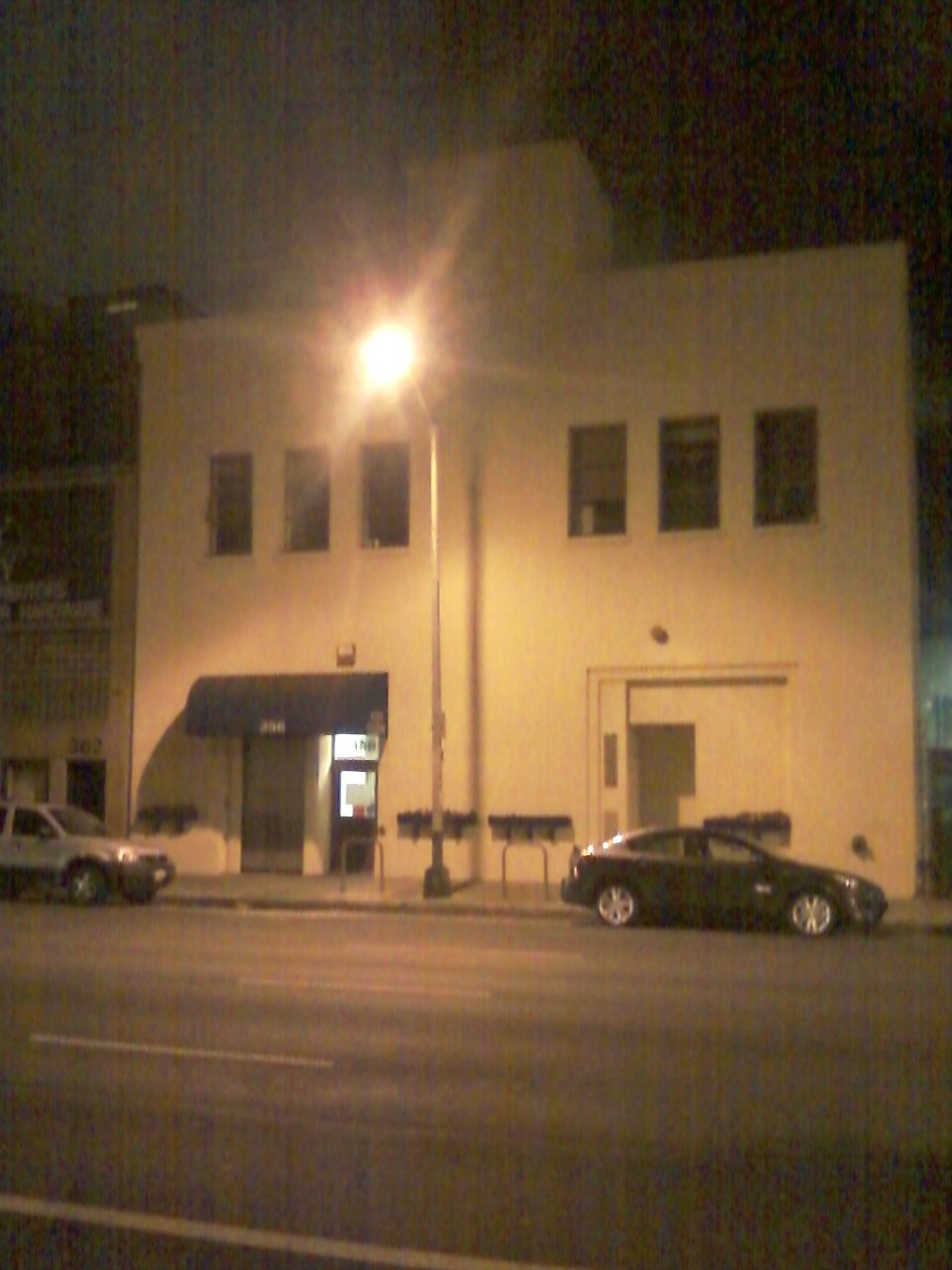
洛杉磯一家性傳播疾病的檢驗站

若要處理像愛滋病之類無法治癒的性傳播疾病，預防非常重要。性健康診所提倡使用保險套，及針對高風險社群提供外展服務。
若要避免感染或傳播性傳播疾病，最有效的方式是避免接觸受感染者的性器官或是像血液或精液等體液，不是所有的性活動都有肢體接觸，像網路調情、電話調情及保持一定距離的自慰都沒有肢體接觸，以正確方式使用保險套也可以減少接觸及感染的風險，不過即使性交時有戴保險套，仍可能有感染某些特定的性傳播疾病。
性伴侶在第一次性行為前，需檢查是否有性傳播疾病，若中間有和其他人進行過性行為，需再進行檢查。有些感染在初期是檢查不到的（即空窗期），因此需要等一段足夠的時間再進行檢查。有些性傳染疾病，特別是像人類乳突病毒之類持久性病毒，無法用現有的醫療技術檢查出來。
許多永久性傳染的疾病也會影響免疫系統，因此患者也會容易感染其他疾病。若HIV病毒的計數很少時，先天免疫系統中針對HIV病毒的防禦素可以避免HIV病毒的傳播，不過若先天免疫系統已受到其他疾病的影響，就容易罹患愛滋病。一些病毒的性傳播疾病也會大幅增加愛滋病病患的死亡率。
增加HIV及性傳染病相關檢驗的策略已證實是成功的。有些醫療機構已開發出在家檢測的工具，受測者需將檢測結果送回作為追蹤。有些機構鼓勵之前曾罹患性傳染病的人回來再接受檢查，以確認感染疾病已經根治。有一些新的方式鼓勵這些人再接受追蹤檢查，包括利用電子郵件及短信提醒等。現在除了用信件及電話提醒外，也會加上這些新的提醒方式。

### 疫苗
有些病毒性的性傳染播病有對應疫苗，例如A型肝炎疫苗、B型肝炎疫苗及針對某些乳突病毒的人類乳突病毒疫苗，若要達到最大的保護效果，需要在初次性接觸前就施打疫苗。

### 保險套
保險套（含女用保險套）若正常使用時有保護效果。但只能保護保險套覆蓋到的部份，沒被保險套遮蓋住的部份仍有可能受到感染而患病。
以HIV病毒為例，因為HIV病毒無法穿過無傷口的皮膚，傳染的路徑幾乎都包括陰莖。若以正確方式在陰莖上穿戴保險套，不論進行陰道性交或肛交時，都可以有 效避免HIV病毒的傳播。不過若皮膚有傷口，接觸到患者的體液，有可能讓HIV病毒傳播，此情形一般不算是「性傳播」，但在性接觸時理論上可能會發生。只要在生殖器官有流血傷口時不進行性接觸，即可避免此一情形。
其他的性傳播疾病（甚至包括病毒感染）可以藉由使用乳膠、聚氨酯或聚異戊二烯的保險套來作為阻隔。有些微生物或病毒很小，可以穿過自然材質的保險套，但仍無法穿過乳膠或是合成橡胶類的保險套。
男性保險套正確的使用方式有以下數點：
- 穿戴保險套時，勿穿戴的太緊，在龜頭前端需保留1.5&公分的空隙，預備射精時精液的空間，否則會失效。
- 若保險套穿戴的太鬆，也可能會沒有保護的效果。
- 只要保險套有使用過，即使還沒有射精，也不要再脫下來反戴。
- 若使用者打開保險套時，發現打開錯邊了（即將保險套的內層翻到外層），此保險套已不宜再使用。
- 若使用者的指甲較長時，需格外小心。
- 若是用乳膠的保險套，避免配合油基的潤滑劑（或是任何有油的物品）使用，油基的潤滑劑會腐蝕保險套。
- 糖果保險套只能用於口交，若用在陰道性交，其中的糖會造成酵母菌的感染。

為了避免自身及性怑侶得到性傳染疾病，用過的保險套及其內容物需視為有感染性的，因此需謹慎丟棄。新的保險套在每次性行為中只能使用一次，重覆使用有可能會破裂，無法發揮阻隔作用。

### 壬苯醇醚-9
壬苯醇醚-9是一種陰道用的殺微生物藥，研究者原希望壬苯醇醚-9可以減少感染性傳播疾病的風險，不過後來發現沒有效果，而且還提高女性感染HIV的風險。

## 篩檢
25歲以下，性行為活躍的女性，或是25歲以上，罹患披衣菌和淋病風險較高的女性，需每年接受相關的篩檢。在淋病治癒後，也需每三個月接受一次檢查。
核酸擴增檢測是披衣菌和淋病的建議檢測方式。可以用男性或女性的尿液、女性的阴道或宫颈抹片、或是男性的尿道抹片來檢查。

## 診斷

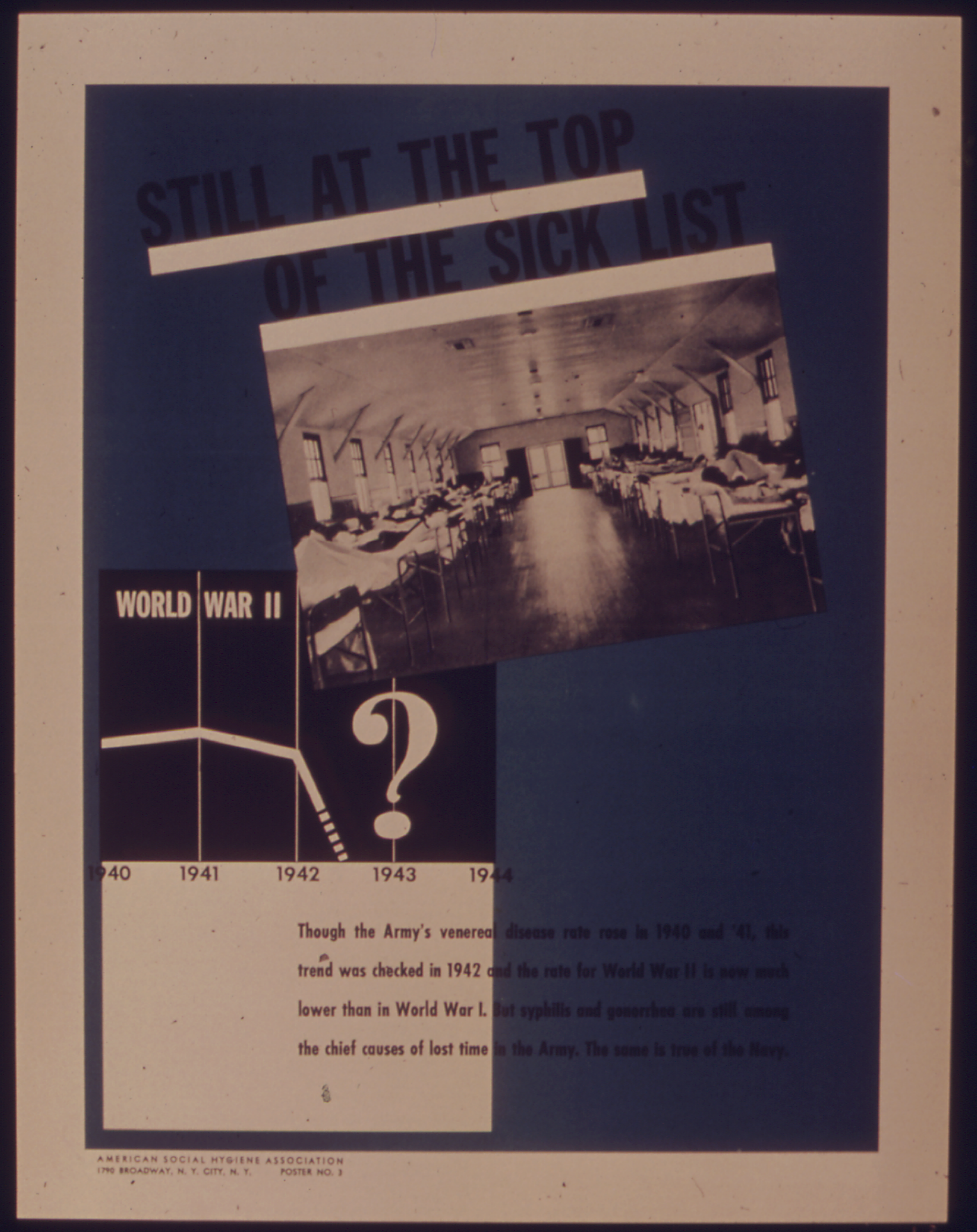
二次大戰時美軍有關性病防治的海報

可以針對單一的性傳染疾病進行醫學檢查，也有針對一些性傳染疾病進行的多項檢查，範圍包括梅毒、滴虫、淋病、披衣菌、疱疹、肝炎和HIV，不過還沒有針對所有性病的檢查。
性傳染疾病檢查的原因包括以下幾項：
- 為了確認症狀及疾病原因的診斷檢查（英语：diagnostic test）。
- 為了預防無症狀感染或是症狀前感染的或及疾病原因的疾病篩檢。
- 為了檢測未來的性伴侶沒有相關疾病，這多半是在計劃要進行非安全性行為（如無套性交）、要開始長期單一性伴侶的性關係，或是要生育時進行。
- 在懷孕前或是懷孕中檢測，以免性傳染疾病傷害嬰兒。
- 在嬰兒出生後檢測，確認嬰兒是否有從母體傳染到性病。
- 避免使用到性傳染疾病捐贈的血液及器官。
- 已知感染者接觸者追蹤流程的一部份。
- 大規模流行病學追蹤的一部份。

性傳染疾病早期的識別及治療可以讓疾病比較不容易擴散，有時也有助於疾病的治癒。有些性傳染疾病存在空窗期，在初次感染後，在一段時間內檢測結果會是陰性（未罹患疾病），但其實已有罹患疾病，而且已有感染力。空窗期的時期隨疾病種類及檢測方式而不同。診斷也可能因為受感染者不願意就醫而往後延。有一個報告指出，在罹患性傳染疾病時，人們更容易上網找尋相關資料，而不願意就醫，其比例較其他性問題的比例要高。

## 處置
高感染風險的情形（例如被強暴）會預防性地使用多種抗生素，如阿奇霉素、头孢克肟及甲硝脞。
若是病患（指示病例）患披衣菌感染或是淋病，有一種針對其性伴侶的治療方式是伴侶療法，也就是將藥物給予患者，再將藥物交付給伴侶的做法。

## 流行病學資料
| 無資料 < 60 60–120 120–180 180–240 240–300 300–360 | 360–420 420–480 480–540 540–600 600–1000 > 1000 |

2004年時，每十萬人中，受性傳播疾病（不考慮艾滋病）影響的失能調整生命年，已考慮年齡標準化
無資料
< 60
60–120
120–180
180–240
240–300
300–360
360–420
420–480
480–540
540–600
600–1000
> 1000

性傳染病的診斷及治療都有許多進步，許多病患都可以得到治療，使得疾病不具感染力，甚至可以治癒，不過性傳染疾病的罹患比率仍居高不下。由於性道德的改變以及口服避孕藥的出現，使得在許多文化中，性行為已不會受到如同以往一樣的限制（尤其對女性更是如此），而醫生和病人之間也很難公開及坦誠的處理性方面的議題。而且抗藥性細菌（如抗盤尼西林的淋球菌）的出現及擴散更使得性傳染病難以治療。像旅行就是1970年代愛滋病病毒（HIV-1）從非洲及歐洲快速擴散到美洲的主要原因之一。
在性行為活躍的少女中（不考慮是否有生殖道症狀），常見的性傳播疾病有披衣菌感染（10-25%）、淋病（3–18%）、梅毒（0–3%）、陰道滴蟲（8–16%）及單純皰疹病毒（2–12%）。性行為活躍的且沒有尿道炎症狀的少年中，常見的性傳播疾病有披衣菌（9–11%）及淋病（2–3%）。2008年美國疾病控制與預防中心的研究指出美國的少女中，有25–40%有性傳播疾病。
艾滋病是現今撒哈拉以南非洲主要的死因之一。後天性免疫不全／愛滋病可以藉由沒有防護的性行為而傳播。在美國約有110萬人罹患艾滋病，在非裔美国人中罹患的比例明顯偏高。B型肝炎也會藉由性行為傳染，因此有時也會列為性病，在亞洲及非洲的罹患比率最高，在美國及歐洲較少。全世界約有20億人曾感染過B型肝炎。

## 歷史

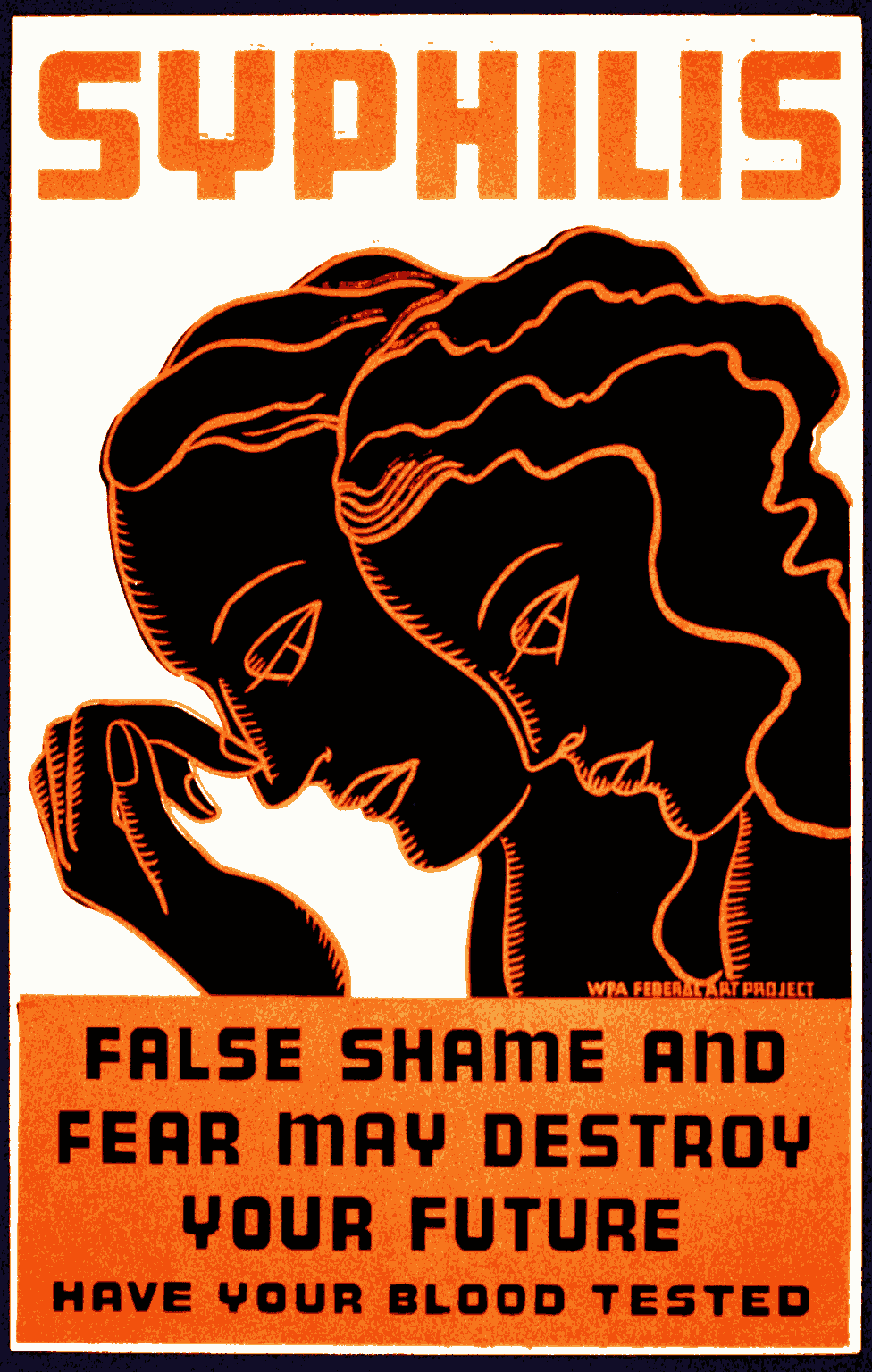
「虚伪的耻辱与恐惧可能会毁掉您的未来」1936年公共事业振兴署的海報，劝告潜在的梅毒患者主动接受血液检查

歐洲第一次有充份紀錄的性病（後來確認是梅毒）爆發是在1494年，在義大利戰爭中包圍那不勒斯的法軍中所爆發。此疾病可能從哥倫布大交換時引入。疾病從那不勒斯起席捲了整個歐洲，死亡人數超過五百萬人。《槍炮、病菌與鋼鐵》的作者賈德·戴蒙提到：「當1495年歐洲初次出現梅毒時，其皮膚病從頭部一直延伸到膝蓋，皮和肉㑹從病患的臉上剝落，幾個月後就會死亡。當時性病的致死率比現在高。」

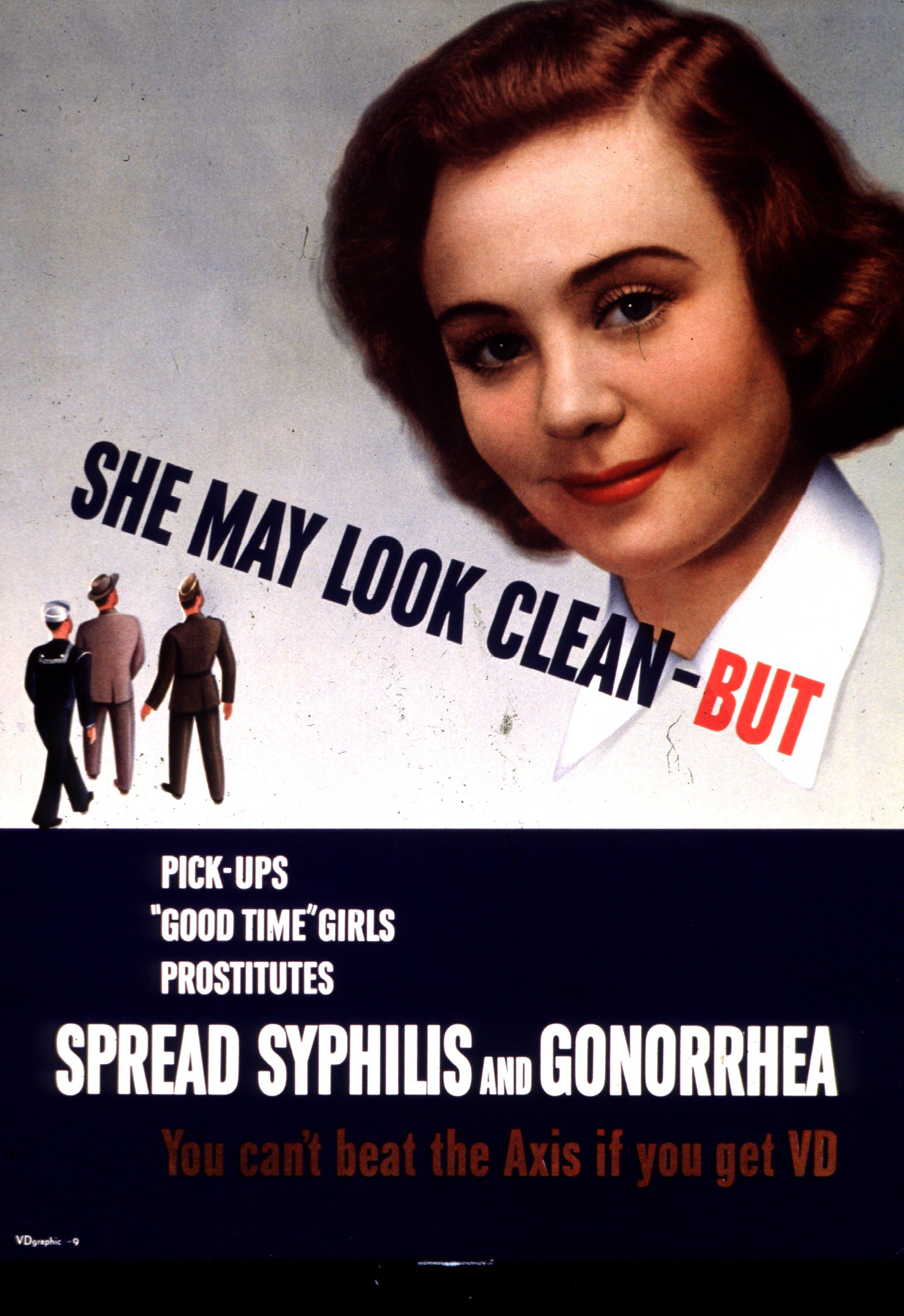
美國針對二次大戰軍人時的宣傳海報，以其愛國心鼓勵其保護自己，在海報下面寫著：“若你罹患性病，你無法戰勝軸心國”

在現代醫學發明之前，大部份的性傳染疾病是無法治癒的，治療只是針對症狀的處理。第一個針對性病志願治療的診所是1746年成立的倫敦洛克診所。不過處理不全是志願性的，英國在1864年提出的感染疾病法案會逮捕可能受感染的娼妓。1924年許多國家訂定了布魯賽爾協定，同意在港口針對商船船員免費提供低成本的性病藥物。
第一個可以有效治療性病的藥物是灑爾佛散，是治療梅毒的藥物後來發明了抗生素，以類青黴素藥物注射盤尼西林或口服安比西林等進行10天以上每天四次的療程，許多性病都能治療，再加上當時對性病公共衛生政策的有效，1960及1970年代時大眾普遍認為性病已不再是致命的健康威脅。
在這段期間，大眾也認可接觸追蹤在性病防治上的重要性。藉由追蹤受感染者的性伴侶，測試他們是否有感染，治療感染者，再追蹤其性伴侶......藉由此方式可以抑制性病的大幅擴散。
1980年代，生殖器皰疹及艾滋病等現在醫學無法治癒的性病開始受到大眾的關切。尤其是艾滋病有一段較長的潛伏期，當時就有可能將艾滋病傳染紿其他人，之後才會出現相關症狀，若沒有治療，會很快死亡。艾滋病約在1969年從海地進入美國。由於大眾對艾滋病認知為全球性的瘟疫，因此有較充足的公眾資訊。而治療上的進展也可以以盡量抑制HIV複制的方式控制艾滋病。雖然這些疾病無法治癒，但接觸追蹤可以減少感染人數，因此仍是重要的處理措施。

## 外部連結
- 男士健康計劃·男人最痛·性病 香港衞生署